# Cryptothylax minutus
Cryptothylax minutus är en groddjursart som beskrevs av Laurent 1976. Cryptothylax minutus ingår i släktet Cryptothylax och familjen gräsgrodor. IUCN kategoriserar arten globalt som otillräckligt studerad. Inga underarter finns listade i Catalogue of Life.